# Cubocephalus semirufus
Cubocephalus semirufus är en stekelart som först beskrevs av Brulle 1846.  Cubocephalus semirufus ingår i släktet Cubocephalus och familjen brokparasitsteklar. Inga underarter finns listade i Catalogue of Life.